# Nuoto ai Giochi della XVII Olimpiade - 400 metri stile libero maschili
La competizione dei 400 metri stile libero maschili di nuoto ai Giochi della XVII Olimpiade si è svolta nei giorni 30 e 31 agosto 1960 allo stadio Olimpico del Nuoto di Roma.

## Programma
| Data      | Round      | Note                           |
| --------- | ---------- | ------------------------------ |
| 30 agosto | 6 Batterie | I migliori 8 tempi alla finale |
| 31 agosto | Finale     |                                |

## Risultati

### Batterie
| Pos. | Atleta             | Nazione    | Tempo  | Posizione Finale |
| ---- | ------------------ | ---------- | ------ | ---------------- |
| 1    | Tsuyoshi Yamanaka  | Giappone   | 4'21"0 | 2                |
| 2    | Hans-Joachim Klein | Germania   | 4'31"6 | 10               |
| 3    | Veljko Rogošić     | Jugoslavia | 4'39"5 | 20               |
| 4    | Tamás Hornyánszky  | Ungheria   | 4'46"2 | 29               |
| 5    | Helmut Ilk         | Austria    | 4'58"1 | 35               |
| 6    | Karl Fridlin       | Svizzera   | 5'02"3 | 37               |

| Pos. | Atleta               | Nazione          | Tempo  | Posizione Finale |
| ---- | -------------------- | ---------------- | ------ | ---------------- |
| 1    | John Konrads         | Australia        | 4'24"3 | 5                |
| 2    | József Katona        | Ungheria         | 4'29"5 | 9                |
| 3    | Richard Campion      | Gran Bretagna    | 4'32"3 | 12               |
| 4    | Sven-Göran Johansson | Svezia           | 4'35"6 | 14               |
| 5    | Kari Haavisto        | Finlandia        | 4'36"0 | 15               |
| 6    | Jean Pommat          | Francia          | 4'46"5 | 30               |
| -    | Leonid Kolesnikov    | Unione Sovietica | Rit.   | Rit.             |

| Pos. | Atleta            | Nazione       | Tempo  | Posizione Finale |
| ---- | ----------------- | ------------- | ------ | ---------------- |
| 1    | Ian Black         | Gran Bretagna | 4'21"9 | 3                |
| 2    | Makoto Fukui      | Giappone      | 4'26"7 | 7                |
| 3    | Jerzy Tracz       | Polonia       | 4'38"6 | 19               |
| 4    | Per-Olof Ericsson | Svezia        | 4'41"2 | 22               |
| 5    | Ilkka Suvanto     | Finlandia     | 4'42"1 | 25               |
| 6    | Raúl Guzmán       | Messico       | 4'42"2 | 26               |
| 7    | Eduardo de Sousa  | Portogallo    | 4'51"6 | 32               |

| Pos. | Atleta           | Nazione    | Tempo  | Posizione Finale |
| ---- | ---------------- | ---------- | ------ | ---------------- |
| 1    | Murray Rose      | Australia  | 4'22"5 | 4                |
| 2    | Aubrey Bürer     | Sudafrica  | 4'31"9 | 11               |
| 3    | Paolo Galletti   | Italia     | 4'36"6 | 17               |
| 4    | Milan Jeger      | Jugoslavia | 4'41"4 | 24               |
| 5    | Zakaria Nasution | Indonesia  | 4'54"0 | 34               |
| 6    | Amiram Trauber   | Israele    | 4'58"6 | 36               |
| 7    | Robert Chenaux   | Porto Rico | 5'24"6 | 39               |

| Pos. | Atleta                | Nazione     | Tempo  | Posizione Finale |
| ---- | --------------------- | ----------- | ------ | ---------------- |
| 1    | Murray McLachlan      | Sudafrica   | 4'25"9 | 6                |
| 2    | Gene Lenz             | Stati Uniti | 4'29"2 | 8                |
| 3    | Jean-Pascal Curtillet | Francia     | 4'36"5 | 16               |
| 4    | Rubén Roca            | Cuba        | 4'41"3 | 23               |
| 5    | José Cossio           | Spagna      | 4'50"1 | 31               |
| 6    | Fong Seow Jit         | Malesia     | 4:07"3 | 38               |

| Pos. | Atleta            | Nazione     | Tempo  | Posizione Finale |
| ---- | ----------------- | ----------- | ------ | ---------------- |
| 1    | Alan Somers       | Stati Uniti | 4'19"2 | 1                |
| 2    | Mauricio Ocampo   | Messico     | 4'35"3 | 13               |
| 3    | Gerhard Hetz      | Germania    | 4'38"4 | 18               |
| 4    | Bana Sailani      | Filippine   | 4'40"2 | 21               |
| 5    | Jan Lutomski      | Polonia     | 4'42"8 | 27               |
| 6    | Massimo Rosi      | Italia      | 4'45"1 | 28               |
| 7    | Hans-Ulrich Dürst | Svizzera    | 4'52"5 | 33               |

### Finale
| Pos.    | Atleta            | Nazione       | Tempo  |
| ------- | ----------------- | ------------- | ------ |
| Oro     | Murray Rose       | Australia     | 4'18"3 |
| Argento | Tsuyoshi Yamanaka | Giappone      | 4'21"4 |
| Bronzo  | John Konrads      | Australia     | 4'21"8 |
| 4       | Ian Black         | Gran Bretagna | 4'21"8 |
| 5       | Alan Somers       | Stati Uniti   | 4'22"0 |
| 6       | Murray McLachlan  | Sudafrica     | 4'26"3 |
| 7       | Gene Lenz         | Stati Uniti   | 4'26"8 |
| 8       | Makoto Fukui      | Giappone      | 4'29"6 |